# Fender Telecaster
Die Telecaster ist eine E-Gitarre, die seit 1950 von der US-amerikanischen Firma Fender hergestellt wird. Sie gilt als erste in Massenfertigung produzierte Massivkorpus-E-Gitarre. Ursprünglich in zwei Modelllinien unter den Namen Esquire und Broadcaster vorgestellt, musste letztere aus namensrechtlichen Gründen bald in Telecaster umbenannt werden. Die Telecaster, kurz auch Tele genannt, wird seit ihrem Erscheinen von vielen namhaften Musikern gespielt und gilt heute neben der Fender Stratocaster und der Gibson Les Paul als Klassiker unter den E-Gitarren.

## Geschichte
Leo Fender, der ursprünglich ein kleines Radiogeschäft in Fullerton, Kalifornien, besaß, begann schon früh mit der Konstruktion und Reparatur von Musikverstärkern. In den 1940er Jahren startete er zusammen mit Clayton Orr „Doc“ Kauffman unter dem Namen „K&F Manufacturing Corporation“ (K&F als Abkürzung von Kauffman und Fender) die Produktion von Lapsteel-Gitarren. Da Kauffman nur herkömmliche Gitarre spielte und Fender Saiteninstrumente gar nicht beherrschte, stellten die beiden im Jahr 1943 zu Testzwecken eine primitive E-Gitarre her. Diese war im Kern eine Lapsteel, welche mit einem normal spielbaren Gitarrenhals ausgestattet wurde. Das Griffbrett mit den Bünden wurde aus einem Katalog geordert und passte nicht ganz zur Mensur der Gitarre, weshalb das Instrument nach Angaben von Zeitzeugen immer leicht verstimmt klang. Dieses Instrument sollte ursprünglich von Kauffman zum Testen neuer Tonabnehmer benutzt werden, wurde jedoch auch an Musiker verliehen, die ihre Gitarren bei Fender zur Reparatur abgaben.
Im Laufe der 1940er Jahre kam bei Musikern und Herstellern von Instrumenten die Idee auf, Gitarren mit massivem Korpus zu bauen (englisch: Solidbody). Diese sollten sowohl unerwünschte Rückkopplungen des hohlen Korpus der Akustikgitarre überwinden, als auch einen klaren elektrischen Ton erzeugen. Bereits in den 1930er-Jahren hatte „Doc“ Kauffman zusammen mit der Firma Rickenbacker eine E-Gitarre aus massivem Bakelit entwickelt. Diese war mit einem elektromechanischen Vibrato ausgestattet und so schwer, dass sie nur auf einen Ständer montiert gespielt werden konnte. Im Jahr 1931 entwarf George Beauchamp gemeinsam mit Rickenbacker die erste in Serie produzierte Gitarre mit elektromagnetischem Tonabnehmer, das Lapsteel-Modell Rickenbacker Frying Pan. Der Musiker Les Paul stellte um 1940 eine scherzhaft „The Log“ („Holzklotz“) genannte E-Gitarre her, indem er eine akustische Jazzgitarre auseinandersägte und einen massiven Holzklotz als neuen Mittelteil montierte. Der Motorradmechaniker Paul Bigsby konstruierte 1948 zusammen mit dem Musiker Merle Travis eine teilweise massive E-Gitarre, die Bigsby/Travis-Gitarre, die von Bigsby als Kleinserie gebaut wurde, und die in der Folgezeit besonders bei kalifornischen Countrymusikern bescheidene Erfolge erzielte. Leo Fender, der bei vielen Konzerten in Kalifornien als Techniker anwesend war, beobachtete diese Entwicklungen genau und lieh sich von Travis dessen Gitarre zur Begutachtung aus.

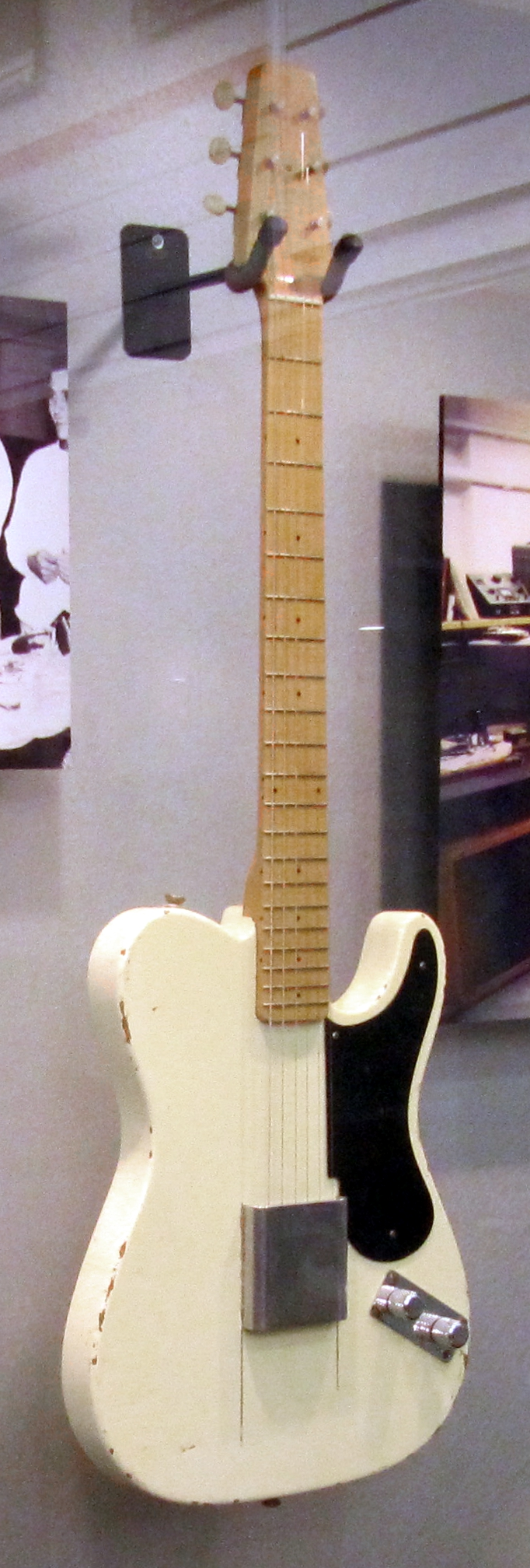
Prototyp der Esquire von 1949 noch mit 2×3-Kopf, im Fender Guitar Factory museum

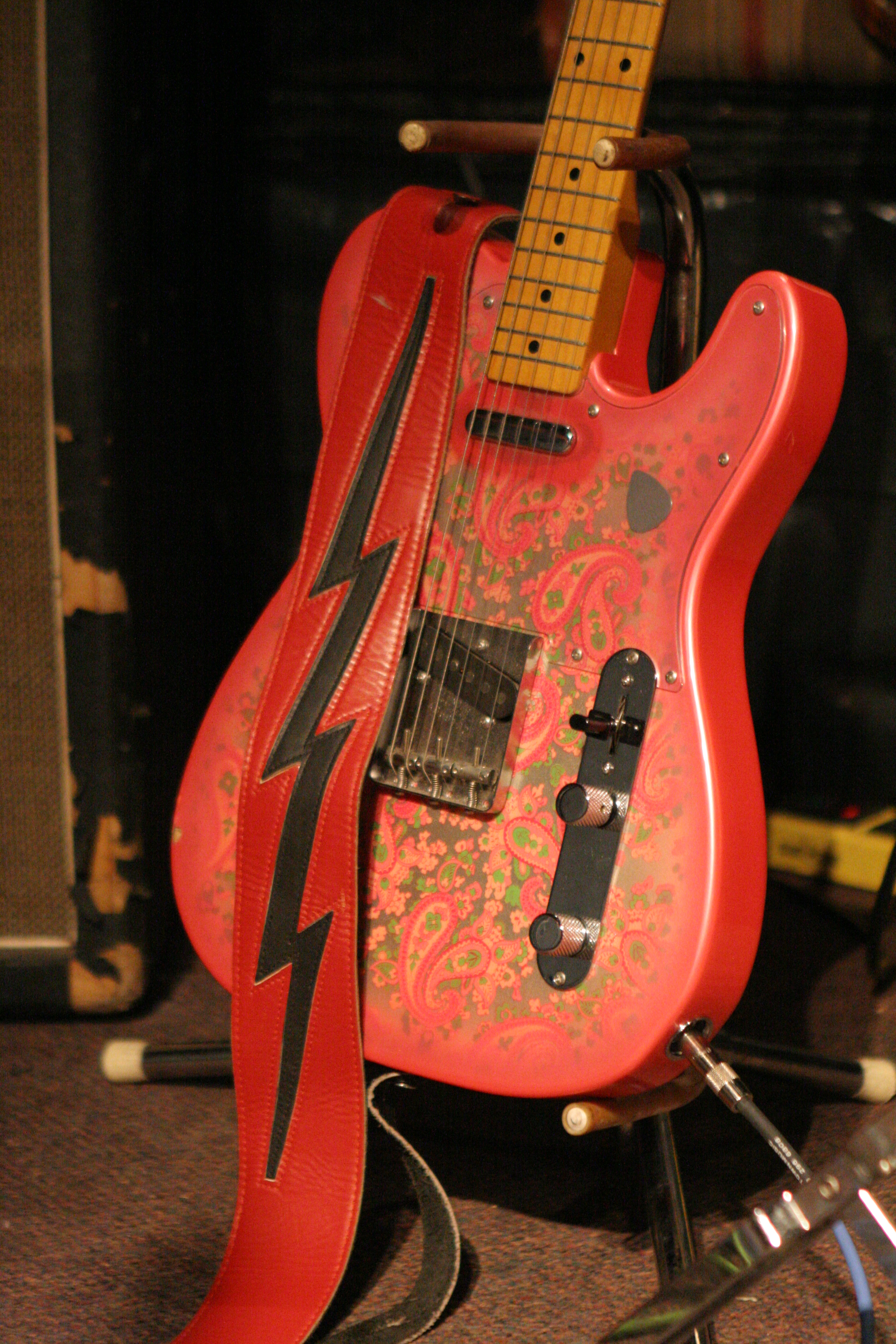
Telecaster im Dekor „Paisley“

Inspiriert von den verschiedenen Ideen und Ansätzen entwickelte Fender zum Ende der 1940er Jahre seine eigene Gitarre. Schon zu Beginn der Überlegungen stand für Fender fest, dass die Gitarre leicht und billig herzustellen sein musste. Folglich stammten Elektronik und Metallteile aus der Produktion der Lapsteels, der Korpus des ersten Prototyps bestand aus günstigem Sperrholz. Der Hals aus Ahornholz war im Gegensatz zur traditionellen Bauweise nicht mit dem Korpus verleimt, sondern verschraubt. Dieses Konstruktionsmerkmal übernahm Fender von Kauffmans Bakelit-Gitarre, bei der der Hals ebenfalls geschraubt war. Vorteil dieser Konstruktion ist neben der vereinfachten Produktion die leichte Austauschbarkeit des Halses zu Reparaturzwecken. Fender ging sogar so weit, dass er bei der Konstruktion des Halses auf einen eingelegten Stahlstab verzichtete. Dieser 1921 für Gibson patentgeschützte (US1446758) Halsspannstab verhindert bei herkömmlichen Hälsen ein Verbiegen durch den Saitenzug und ist auf Gitarren mit Stahlsaiten nahezu unverzichtbar. Fender war jedoch der Meinung, dass Gitarristen defekte und verzogene Hälse der Telecaster einfach durch einen neuen ersetzen würden. Der provisorisch weiß lackierte Prototyp wurde an verschiedene Musiker ausgeliehen, um deren Reaktion auf das neue Instrument festzustellen. Nach ersten positiven Rückmeldungen bereitete Fender sich auf eine Serienproduktion vor.
Die erste Serienproduktion besaß im Gegensatz zu dem Prototyp einen Korpus aus massivem Eschenholz (ein Holz, das leicht und billig in großen Mengen zu beschaffen war). Zudem waren nun auf einer schmalen asymmetrischen Kopfplatte die sechs Stimmmechaniken in einer Reihe versetzt hintereinander angebracht. Dieses Detail übernahm Fender von der Bigsby/Travis-Gitarre, und es wurde zu einem Kennzeichen von Fenderinstrumenten. Die Erfindung dieses Konstruktionsprinzips für Gitarren-Kopfplatten wird dem österreichischen Gitarrenbauer Johann Georg Stauffer zugeschrieben, der es im Jahr 1825 in Wien erstmals angewendet hatte. Durch die zwar längere jedoch schmalere Form der Kopfplatte, die zudem nicht nach hinten abgeknickt ist, reichen ebenso kompakte Rohlinge für den Hals aus, der Holzverschnitt bleibt gering. Zudem werden die Saiten geradeaus zu den Stimmmechaniken geführt, und nicht am Sattel seitlich geknickt wie bei konventionellen symmetrischen Kopfplatten.
Es wurde zunächst nur ein Tonabnehmer aus der Lapsteelproduktion am Steg eingebaut, unter einer Chrom-Abdeckplatte, auf die später verzichtet wurde. Dieses Serienmodell wurde – zunächst ohne Halsstab – im Sommer 1950 unter dem Namen Esquire vorgestellt. Nachdem sich einige Hälse bereits bei Auslieferung verzogen, drängten die Händler darauf, die Instrumente mit einem Halsstab auszustatten, zumal das Patent auslief. Da die Produktion der Hälse bereits lief, konnte der Halsstab nicht ohne großen Aufwand nach der traditionellen Methode eingesetzt werden. Bei dieser Konstruktion verläuft der Stahlstab unter dem Griffbrett, welches separat auf den Hals aufgeleimt wird. Bei der Telecaster wurden die Bünde direkt in den Hals eingesetzt, weshalb sie kein separates Griffbrett besaß. Daher erdachte Fender ein Verfahren, bei dem der Halsstab durch eine Fräsung an der Rückseite des Halses eingesetzt wird. Die so entstandene Spalte wird später mit einem dunklen Holzstreifen verschlossen (Skunkstripe).
Im Winter des Jahres 1950 erschien neben der überarbeiteten Esquire die Broadcaster. Diese wies nun serienmäßig den Einstellstab im Hals auf und hatte zudem einen zweiten Tonabnehmer im Lipstick-Format am Halsansatz. Der Name „Broadcaster“ spielte auf die zu der Zeit beliebten Radioübertragungen (broadcast, englisch für „Rundfunk“) an und sollte der Gitarre ein modernes Image geben. Allerdings hatte die Firma Gretsch schon ein Schlagzeug mit dem Namen „Broadkaster“ (mit k) im Programm, und nach einer Mitteilung von Gretsch musste Fender die Bezeichnung bereits im Februar 1951 zurückziehen. Um die Produktion nicht zu stoppen, wählte Fender eine pragmatische Lösung und verkaufte sein Topmodell zunächst ohne Modellbezeichnung. Dafür wurden bei den Abziehbild-Logos vor dem Anbringen die Aufschrift „Broadcaster“ mit einer Schere abgeschnitten, so dass auf der Kopfplatte lediglich „Fender“ zu lesen war. Sammler bezeichnen Gitarren dieser Phase heute als Nocaster. In Anspielung auf die damals neue Technologie des Fernsehens wurde die Gitarre im Sommer 1951 nach gründlicher Recherche durch Fenders Rechtsanwälte in Telecaster (telecast, englische Kurzform für „Fernsehsendung“) umbenannt. Unter dieser Bezeichnung wird sie bis heute gebaut.
Leo Fender stellte 1951 den Fender Precision Bass vor, der zunächst noch der Telecaster ähnlich war, mit einem kantigen Korpus, einem großflächigen Schlagbrett, sowie einem kleinen rechtwinkligen Aufnahmeblech für die zwei Regler (ohne Umschalter). Da der Bass mit längerem Hals und schwerer Kopfplatte noch kopflastiger war als die Telecaster wurde der obere Gurtabnahmepunkt gemäß form follows function an einem Hornfortsatz angebracht, der ähnlich geformt war wie der untere Korpusausschnitt, aber wesentlich weiter Richtung Kopf reichte. Diese „zweifach gehörnte“ Korpusform, später mit abgerundeten Kanten und Abschrägungen an der Oberseite, war Grundlage für die Entwicklung der Stratocaster. Er begann damit im Jahr 1952 in der Annahme, dass dieses mit drei Tonabnehmern sowie Vibrato-Mechanik aufwendigere Modell die Telecaster, zu deren ersten Spielern Jimmy Bryant (1925–1980) gehörte, komplett ersetzen werde. Da die günstige Telecaster jedoch besonders bei Country-, Blues- und Rockmusikern sehr beliebt war, 1966 galt sie als „the most wanted guitar in Britain“, übertraf sie noch über Jahre hinaus die Verkaufszahlen der Stratocaster. Aus diesem Grund blieb die einfache Telecaster im Programm des Herstellers und wird bis heute nahezu unverändert hergestellt. Zum 70. Geburtstag des Instrumentes brachte Fender 2020 eine hochpreisige Jubiläums-Broadcaster heraus. Da die Marke Gretsch mittlerweile zum Fender-Konzern gehört, konnte der ursprüngliche Name nun wieder verwendet werden.

## Konstruktion
Die Telecaster ist eine E-Gitarre mit einer Mensur von 648 mm. Ihre Korpus-Form ist dem Umriss herkömmlicher, akustischer Gitarre mit Resonanzkörper nachempfunden, jedoch in massiver Solidbody-Bauweise ausgeführt und daher wesentlich flacher. Der Korpus besteht aus einem oder mehreren massiven Teilen Holz, wobei für die Telecaster anfangs nur Eschenholz verwendet wurde, inzwischen werden viele Exemplare auch mit einem Korpus aus Erlenholz gefertigt. Der Hals besteht aus Ahorn. Am Übergang vom Korpus zum Hals gibt es an der Unterseite eine Aussparung, das so genannte Cutaway, wodurch ein komfortables Spiel auch in den hohen Lagen ermöglicht wird.
Bestanden bei den ersten Modellen Hals und Griffbrett aus einem Stück Ahorn (One-Piece-Mapleneck), wurde bei einigen späteren Modellen ein Griffbrett aus Palisander aufgeleimt. Ursprünglich hatte das Griffbrett der Telecaster 21 Bünde, was bei späteren Modellen auf 22 erweitert wurde. Leo Fender wählte die Hölzer nicht vorwiegend nach klanglichen Aspekten aus, sondern orientierte sich bereits in der Prototypphase an der einfachen industriellen Herstellung. Esche für den großen Korpus war günstig und in großen Mengen zu beschaffen, Ahorn für den Hals war stabil und hatte bei der Produktion von Bowlingpins und Baseballschlägern bewiesen, dass es mit industriellen Maschinen einfach zu bearbeiten war.
In der ursprünglichen und auch in der heutigen Grundversion ist die Telecaster mit zwei Single-Coil-Tonabnehmern (englisch pickup) ausgestattet. Der seit den 1940er Jahren nahezu unverändert hergestellte Stegtonabnehmer stammt von Fenders frühen Lapsteels und ist mit drei Schrauben an der Grundplatte des Steges befestigt. Durch die schräge Einbauposition – die Magnetpole unter den Diskantseiten liegen näher am Steg – werden die Höhen-Anteile des Klangs leicht verstärkt. Steg und Tonabnehmer sind ab Werk mit einer großen, verchromten Blechkappe abgedeckt, um magnetische Einstreuungen und damit unerwünschtes Brummen zu minimieren. Schon früh haben Musiker diese Blechkappe, in Musikerkreisen gelegentlich als „Aschenbecher“ (englisch ashtray) bezeichnet, zum Spielen abgenommen, da verschiedene Dämpfungstechniken mit dem Handballen der Schlaghand sonst nicht möglich sind. Der kleinere Halstonabnehmer, mit einer passgenauen, ebenfalls verchromten Metallkappe versehen, ist am unteren Ende des Griffbretts direkt ins Korpusholz geschraubt. Verwaltet werden die Tonabnehmer von einem Wahlschalter, einem Ton- und einem Lautstärkeregler, die in einer separaten Reglereinheit im rechten Unterbug des Korpus untergebracht sind.
Nicht zuletzt die relativ einfache Konstruktion führte und führt immer wieder zu Weiterentwicklungen, die sich in unterschiedlichen Modellen und individuellen Modifikationen von Serienproduktionen zeigen.

## Modelle

### Telecasters der Firma Fender

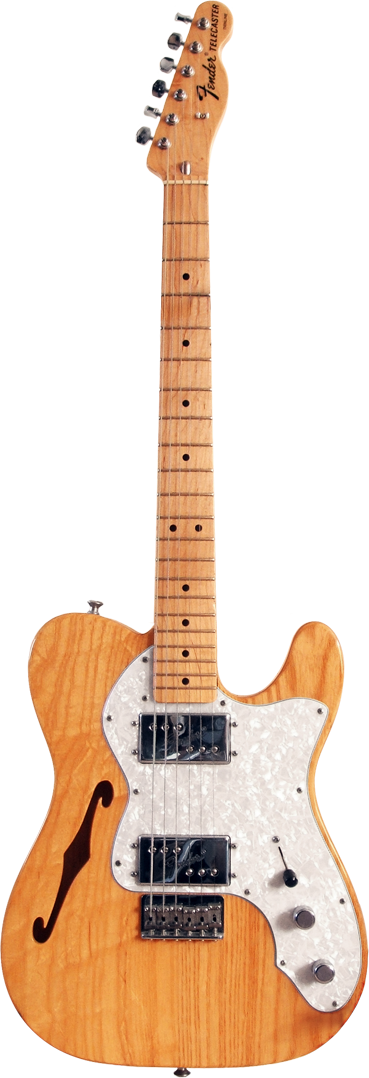
1972er Telecaster Thinline mit Humbuckern

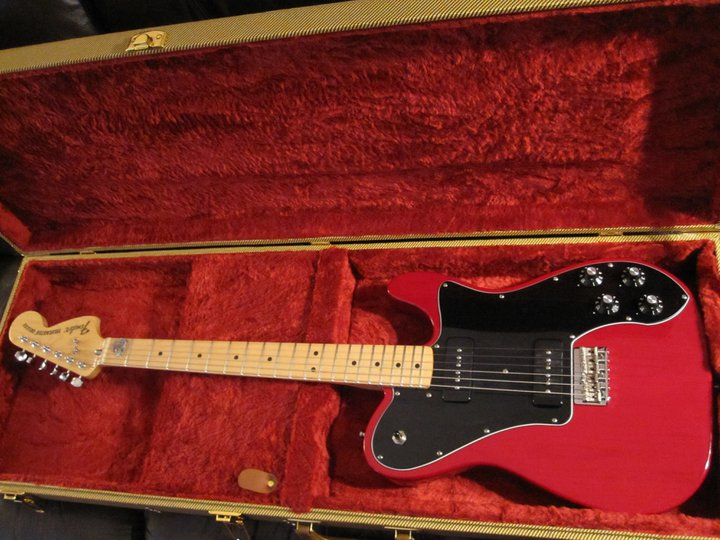
Telecaster Black Dove Deluxe mit P-90-Tonabnehmern und großer Kopfplatte

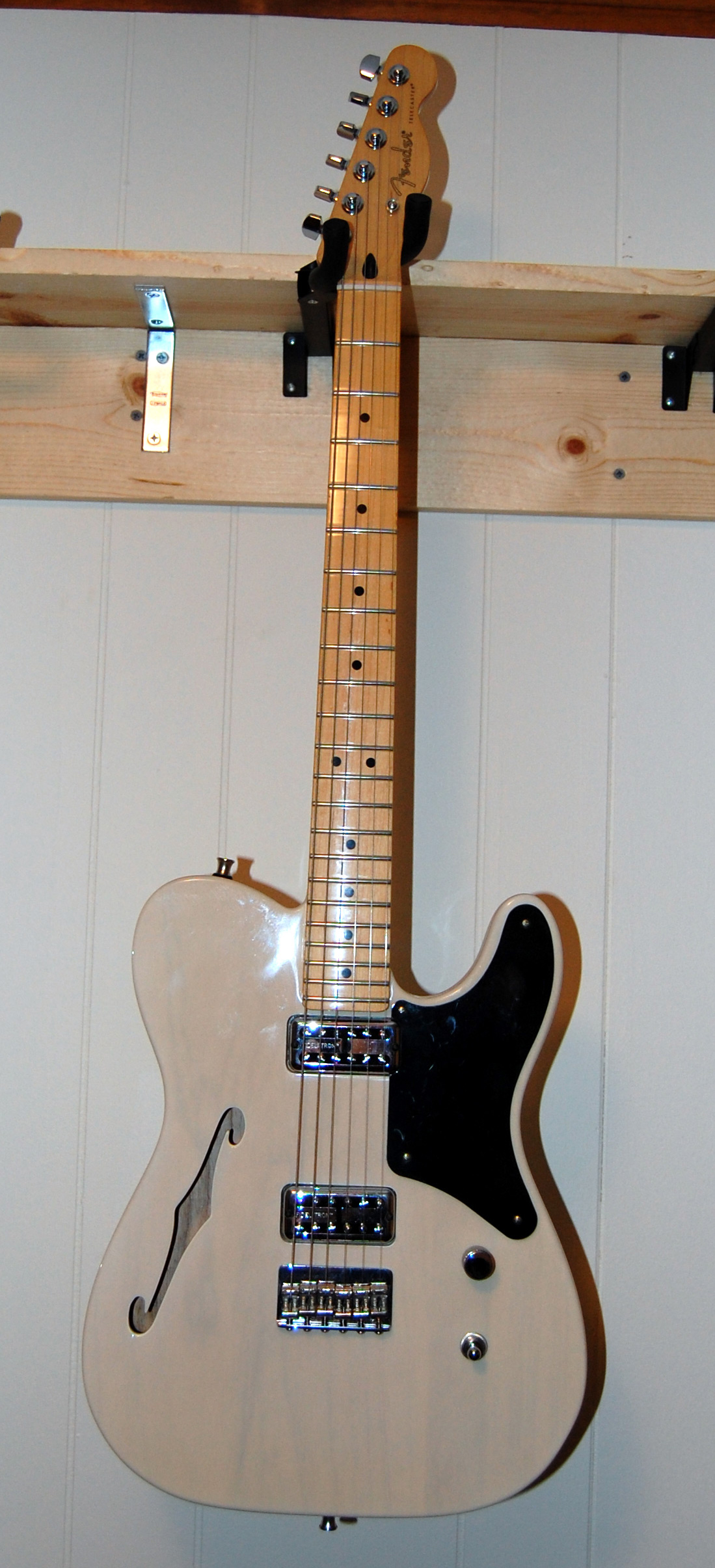
Telecaster Thinline Cabronita (Mexico) mit Fidelitron-Tonabnehmern

Fender hat in seiner Firmengeschichte eine nahezu unüberschaubare Vielzahl von Modellen unter dem Namen „Telecaster“ herausgebracht, die sich in Konstruktion und Ausstattung zum Teil stark voneinander unterscheiden. Einige sind wegen ihrer Kurzlebigkeit zum Teil nur noch Sammlern und Experten bekannt. Modellreihen, die zumindest eine gewisse Verbreitung fanden sind:
- Esquire – Einsteigermodell mit einem Tonabnehmer. Als erste Gitarre 1950 vorgestellt (zunächst war sie auch mit zwei Tonabnehmern erhältlich), ist die Esquire mit Unterbrechungen nach wie vor im Programm des Herstellers.
- Custom – Unter dem Namen „Custom“ wurden verschiedene Sondermodelle angeboten, die die serienmäßige Telecaster in der Ausstattung übertreffen sollten. War das erste 1959 unter dem Namen „Custom Telecaster“ eingeführte Modell abgesehen vom Korpus aus Erle (im Gegensatz zum Standardmodell aus Esche) lediglich optisch aufgewertet (cremefarbene Einfassung des Korpus, Palisandergriffbrett, teilweise vergoldete Metallteile, meist Sunburst-Lackierung), wurden ab 1972 verschiedene Modelle unter dem Namen „Telecaster Custom“ vorgestellt, die sich zum Teil erheblich vom ursprünglichen Modell unterschieden. Zu den Änderungen gehörten unter anderem die Ausstattung mit einem oder zwei von Seth Lover entwickelten Humbuckern, eine der Gibson Les Paul entsprechenden Elektronik, die größere Kopfplatte der Stratocaster, geleimte Hälse etc.
- Thinline – Die „Thinline,“ vorgestellt etwa 1968, besitzt einen teilweise ausgehöhlten Korpus mit F-Loch und Klangkammern. Je nach Modell ist die „Thinline“ entweder mit den herkömmlichen Singlecoil-Tonabnehmern oder speziell für dieses Modell entwickelten Humbuckern ausgerüstet. Besonders letzteres Modell war als direkte Konkurrenz zur Gibson ES-335 gedacht, welche ebenfalls einen teilweise hohlen Korpus aufweist.
- Deluxe – Die Telecaster Deluxe wurde von 1972 bis 1981 angeboten und wurde seit dem mehrfach wieder aufgelegt. Es handelt sich hier um eine mit zwei von Fender produzierten Humbuckern ausgestattete Telecaster mit konturiertem Korpus. Beide Humbucker verfügen über eigene Lautstärkepotentiometer und Höhenblenden. Der Hals ist aus Ahorn. Die Kopfplattenform weicht von der bekannten Telecasterkopfplatte ab und zeigt Ähnlichkeiten mit der Kopfplatte einer Stratocaster. Einzelne Modelle der Telecaster Deluxe wurden mit Tremolobrücke hergestellt. Bei der Black Dove Deluxe handelt es sich um ein 2009 vorgestelltes Model mit P-90-Tonabnehmern. Bei der Modern Player Thinline Deluxe handelt es sich um eine in China gefertigte Black Dove Deluxe mit einem F-Loch-Korpus aus Mahagoni.
- Nashville Tele – Die Telecasters aus der „Nashville“-Serie besitzen mit drei Singlecoil-Tonabnehmern und der Elektronik der Stratocaster erweiterte Klangmöglichkeiten. Der Name spielt auf die unzähligen in Nashville heimischen Tonstudios an, die hauptsächlich Aufnahmen für Countrymusik produzieren. Obwohl die Telecaster in ihrer ursprünglichen Form bei Country-Gitarristen sehr beliebt ist, müssen die Musiker im Tonstudio je nach Auftraggeber auch andere Klänge einspielen. Um auf die Telecaster nicht verzichten zu müssen, wurde die „Nashville Tele“ mit der zusätzlichen Elektronik ausgestattet.
- B-Bender Tele – Die B-Bender Telecaster verfügt im Innern des Korpus über einen mit dem oberen Gurtknopf verbundenen Mechanismus, der durch das Herunterdrücken der Gitarre erlaubt, die Stimmung der H-Saite (englisch b) während des Spielens um bis zu einem Ganzton zu erhöhen. Geschickte Gitarristen können so Lapsteel-ähnliche schwebende Klänge erzeugen. Pioniere dieser Technik waren Gene Parsons und Clarence White von der Gruppe The Byrds, die erstmals 1968 eine Telecaster entsprechend umrüsteten und unter dem Namen Parsons/White B-Bender bekannt machten.
- Telecaster HH – Diese Variante wurde zwischen 2003 und 2007 von Fender USA produziert. Sie war mit zwei Enforcer-Humbuckern ausgestattet. Darüber hinaus besaß sie einen so genannten S-1-Schalter, mit dem Coil Split möglich war – die Hälfte des Humbuckers wird dann wie ein Single Coil verwendet.
- Cabronita – Die Cabronita wurde 2009 vorgestellt. Bei dem Namen handelt es sich um ein Kunstwort, welches als „kleine Bastardin“ gedeutet werden kann. Die Cabronita ist eine Thinline Telecaster mit einem, ähnlich dem Prototyp der Broadcaster, deutlich verkleinertem Schlagbrett. Anders als bei den meisten Telecaster-Gitarren ist das Elektronikfach von der Rückseite der Gitarre zugänglich. Sie konnte ursprünglich mit ein bis drei TV Classic Pickups von TV Jones ausschließlich im Fender Custom Shop bestellt werden. Von 2011 an wurde die Cabronita als Serienprodukt mit zwei Pickups in den USA gefertigt. Auf einen Tonregler wurde verzichtet, so dass die Elektronik nur über einen Dreiwegeschalter zur Auswahl der Tonabnehmer und einen Lautstärkeregler verfügt. Ab 2012 wurden Cabronitas in Mexiko und China (Squier) hergestellt. Diese verfügten über Fidelitron-Pickups aus Fenders eigener Fertigung unterschieden sich aber sonst nicht von dem US-Model. Kurzzeitig gab es auch eine in Indonesien hergestellte Cabronita, die neben dem Fidelitron-Pickup in der Halsposition über einen Singlecoil-Tonabnehmer in der Stegposition verfügte und zusätzlich mit einem Bigsby B5 ausgestattet war.
- Telecaster Bass – Der „Telecaster Bass“ war ein E-Bass, der konstruktiv eine Neuauflage der frühen Modelle des Fender Precision Bass darstellte. Da man bei Fender vermeiden wollte, zwei unterschiedliche Instrumente unter demselben Namen zu vertreiben, wurde die Neuauflage des alten Basses in Anlehnung an die Ähnlichkeiten mit der Telecaster kurzerhand „Telecaster Bass“ genannt.
- Acoustasonic Telecaster – Bei den Gitarren der Acoustasonic-Reihen handelt es sich um Hybrid-Gitarren, die Eigenschaften von E-Gitarren mit solchen von elektroakustischen Gitarren verbinden. Dies geschieht sowohl durch die Kombination von magnetischen und piezoelektronischen Tonabnehmern, als auch durch Anpassung der Korpuskonstruktion. Die im Jahr 2010 vorgestellte Acoustasonic Telecaster verfügt über einen hohlen Telecaster-Korpus aus Esche mit einem Mittelblock aus Fichte. An der Halsposition befindet sich ein Twisted Tele Singlecoil-Tonabnehmer. Bei der Brücke handelt es sich um eine Holzbrücke mit einem Piezoelektrischen-Tonabnehmer. Durch Verwendung einer dreipoligen Buchse können die Signale der beiden Tonabnehmersysteme wahlweise gemischt oder getrennt ausgegeben werden. Diese erste Reihe der Acoustasonic Telecaster wurde in Mexiko hergestellt und war in den Farben Sunburst und Olympic White erhältlich. Die 2019 vorgestellte Acoustasonic Telecaster zitiert noch den klassischen Telecaster-Körper, verfügt allerdings über einen sich noch stärker am akustischen Gitarrenbau bedienenden Aufbau aus einer Fichtendecke mit Schallloch und Mahagonikorpus bei gleichzeitiger Verwendung von Modeling-Technologie für die Tonabnehmer. Die in Corona gebauten Instrumente verfügen neben einem Singlecoil- und der Piezobrücke über einen zusätzlichen Korpussensor. Seit 2022 ist auch eine in Mexiko gebaute Acoustasonic Player Telecaster erhältlich. Diese verzichtet auf den Korpussensor und bietet weniger Klangvariationen an. Während die amerikanische Version einen fest verbauten Akku besitzt, der mit Hilfe eines USB-Kabels geladen wird, bezieht die mexikanische Version ihrem Strom aus einer 9-Volt-Batterie. Beide Versionen geben das Signal über eine konventionelle zweipolige Klinkenbuchse aus. Eine getrennte Ausgabe der einzelnen Tonabnehmersysteme wie bei der 2010er Acoustasonic Telecaster ist somit nicht mehr möglich.

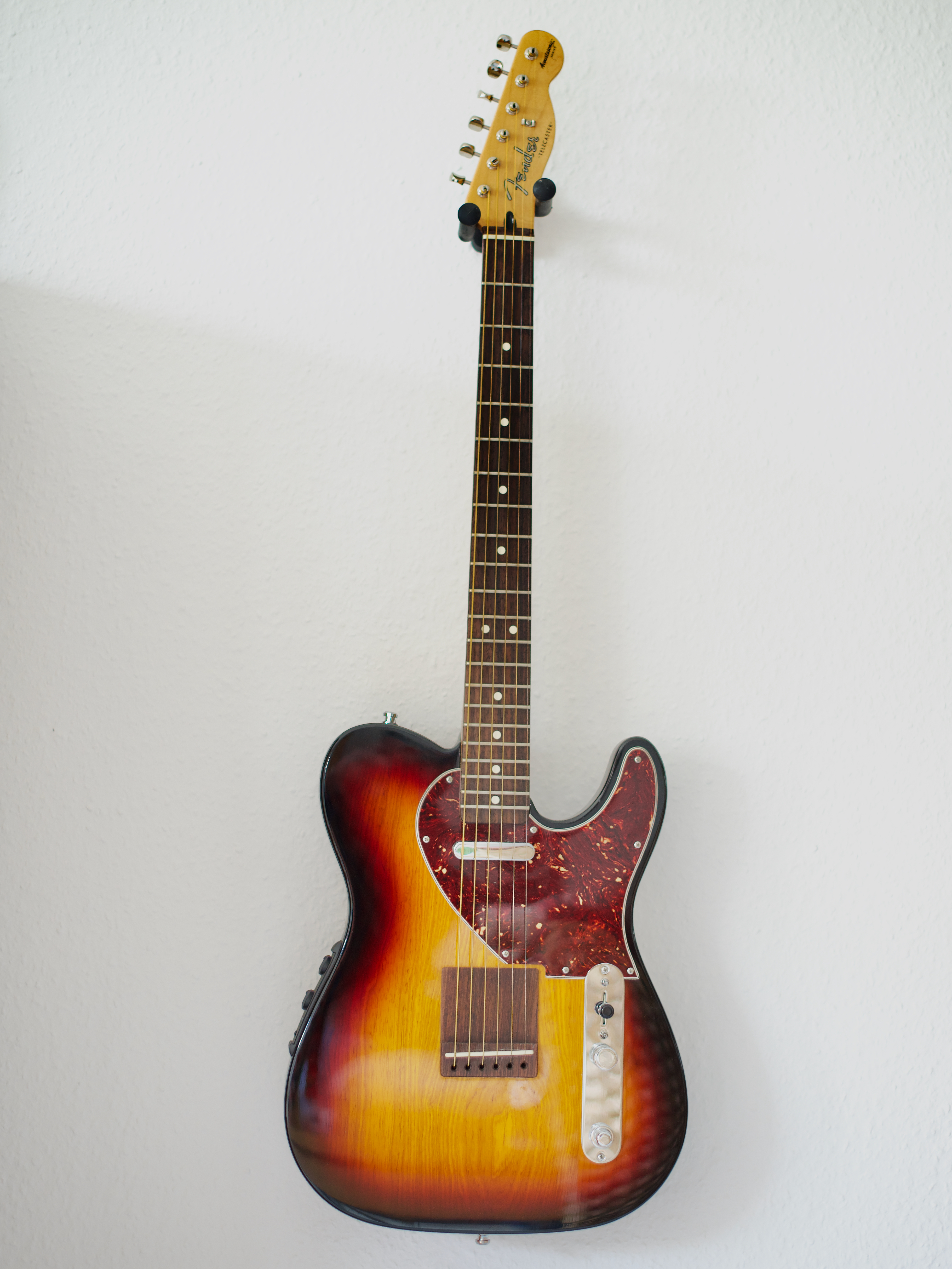
Fender Acoustasonic Telecaster 2010

- Telecoustic – Die „Telecoustic“ ist eine Akustikgitarre, deren hohler Korpus die Form der Telecaster zitiert. Obwohl konstruktiv eine vollwertige Akustikgitarre, ist die „Telecoustic“ aufgrund des kleinen Korpus sehr leise und wird auf der Bühne meist durch einen Piezo-Tonabnehmer elektrisch verstärkt.

#### Telecasters der Marke Squier

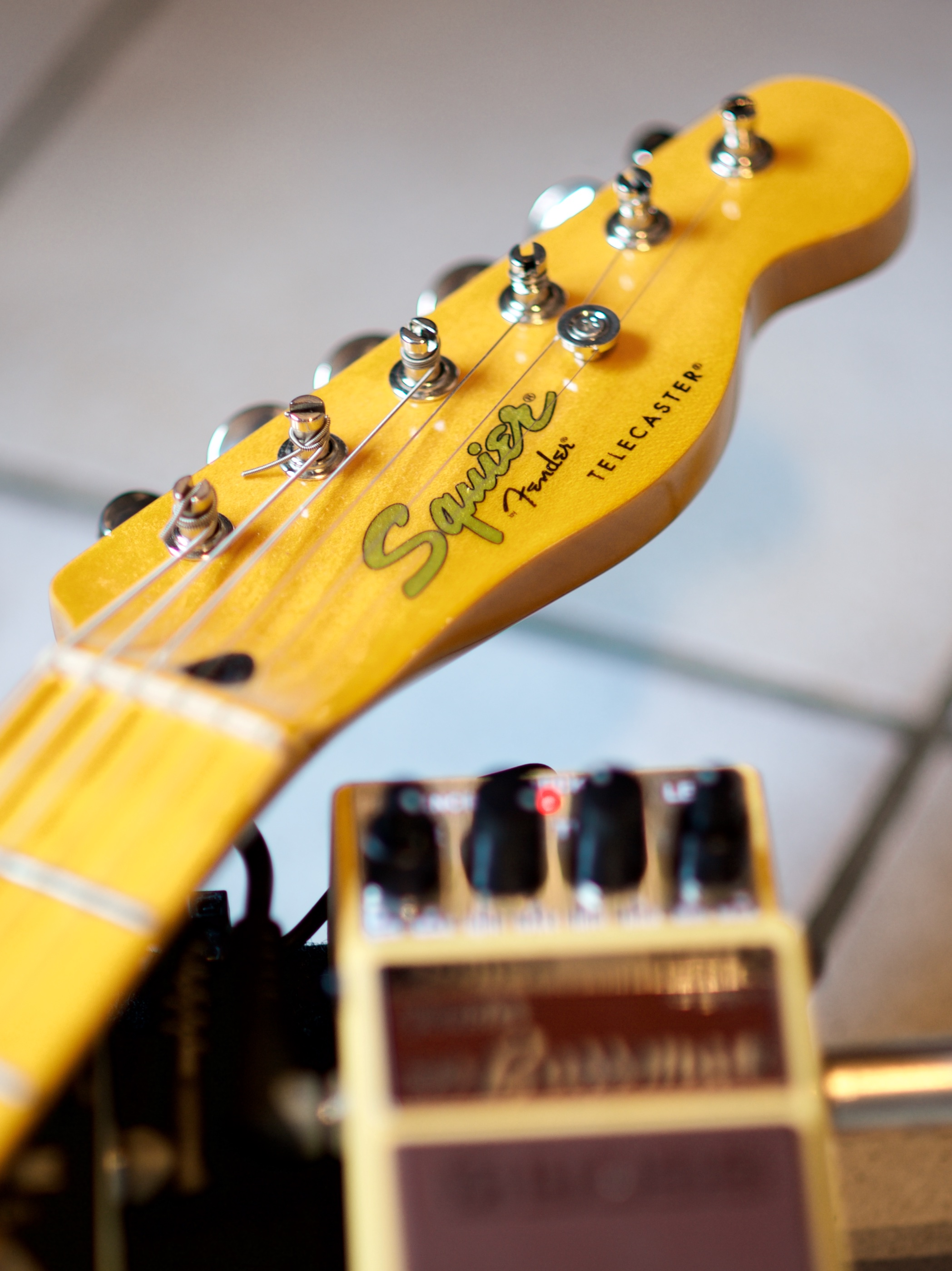
Kopfplatte einer Squier CV 50s Telecaster

Die Telecaster ist eines der meistkopierten Gitarrenmodelle. Die simple Konstruktion und einfachen Formen machen es leicht, Nachbauten der Telecaster zu produzieren. Obwohl Fender versucht, dies mit gerichtlicher Hilfe zu unterbinden, wurde und wird die Telecaster nachgeahmt. Um der Flut von Kopien und Plagiaten entgegenzutreten, bedient Fender seit den 1980er-Jahren das untere Marktsegment mit Produkten, die von der Tochterfirma Squier in Asien produziert werden. Dabei reicht die Produktpalette von günstigen Einsteigerinstrumenten bis hin zu Kopien bestimmter Instrumente aus der Geschichte Fenders. Vereinzelt tauchen auch Eigenentwicklungen auf, die an bestimmte Fendermodelle lediglich angelehnt sind. Bemerkenswert war, dass die Squier-Instrumente bei ihrer Markteinführung teilweise eine bessere Qualität aufwiesen als die originalen USA-Modelle jener Zeit.

### Produktionsstätten der Telecasters der Marken Fender und Squier

#### USA
Bis 1985 wurden in Fullerton, Northern Orange County, California Telecaster gebaut. Seit 1985 findet die Produktion in Corona, California statt. Neben der USA-Produktion baut Fender auch in anderen Ländern Modelle der Telecaster.

#### Mexiko
Etwas mehr als 300 km südlich von Corona baute die FMIC 1987 das Werk in Ensenada in Mexiko. Dort werden bis heute die meisten Telecaster gebaut. Sie tragen die Kennzeichnung „Made in Mexico“ und werden häufig als MiM bzw. MIM abgekürzt.

#### Japan
Von 1982 bis 1997 ließ die FMIC basierend auf eine OEM-Vertrag Instrumente bei FujiGen Gakki, Matsumoto, Nagano sowohl für den japanischen Markt, wie auch für den Export herstellen. Von 1997 an fand diese Produktion, ebenfalls auf Grundlage von OEM-Verträgen, bei Tökai Gakki und Dyna Gakki statt. 1982 begann die FMIC auch eine Kooperation mit den japanischen Unternehmen Kanda Shokai und Yamano Gakki. Man produzierte unter der Marke Fender Japan, Ltd. Ausschließlich für den japanischen Markt. Diese Kooperation endete 2015. Seitdem übernahm die FMIC die japanische Produktion unter dem Namen Fender Music Corporation (Japan) und führt diese bis heute selbst. Modelle aus Japan können die Kennzeichnungen „Made in Japan“ bzw. „Crafted in Japan“ tragen.

#### Korea und Indonesien
Seit 1988 ließ Fender Gitarren, hauptsächlich für die Tochtermarke Squier, in Korea herstellen. Dies zunächst bei Cort Guitars und später bei Samick, einem der größten Produzenten von Saiteninstrumenten weltweit. Mit der Verlagerung der Produktionsstätten von Cort und Samick zwischen 1993 und 1998 kam es zur Produktion in Indonesien. Bis in die späten 90er Jahre ließ FMIC auch bei Young Chang und Sung-Eum in Korea produzieren.

#### China
1994 begann die FMIC bei Yako Musical Instruments Co. in Zhangzhou in China produzieren zu lassen. Seit 2009 wird auch bei AXL Musical Instruments für die FMIC produziert.

### Leo Fenders ASAT

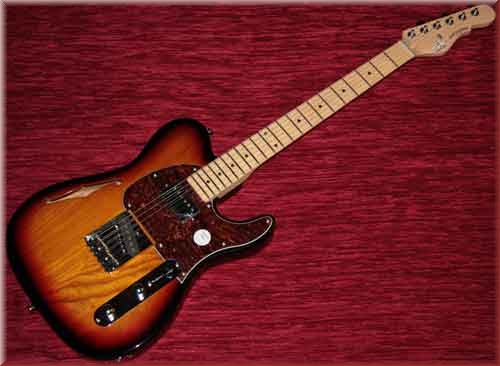
G&L ASAT Classic Bluesboy Semi Hollow

Leo Fenders 1980 zusammen mit George Fullerton gegründete Firma G&L Musical Instruments stellt ebenfalls Telecaster-ähnliche E-Gitarren her. Besonders das Modell „ASAT“ besitzt eine stark an die Telecaster angelehnte Form und Konstruktion, wurde jedoch in entscheidenden Details wie Tonabnehmer und Saitenhalter von Leo Fender weiterentwickelt. Der Name „ASAT“ bezieht sich – ganz der Tradition verpflichtet, auf neue Technologien anzuspielen – auf einen Satelliten des damals neuen Raketenabwehrsystems SDI. Fans von Fender interpretierten dies jedoch als ironischen Seitenhieb auf Fenders ursprüngliche, 1965 an den Medienkonzern CBS verkaufte Firma und lasen in dem Namen „ASAT“ „after the Strat, after the Tele“ (Nach der Stratocaster, nach der Telecaster).

### Modelle anderer Hersteller

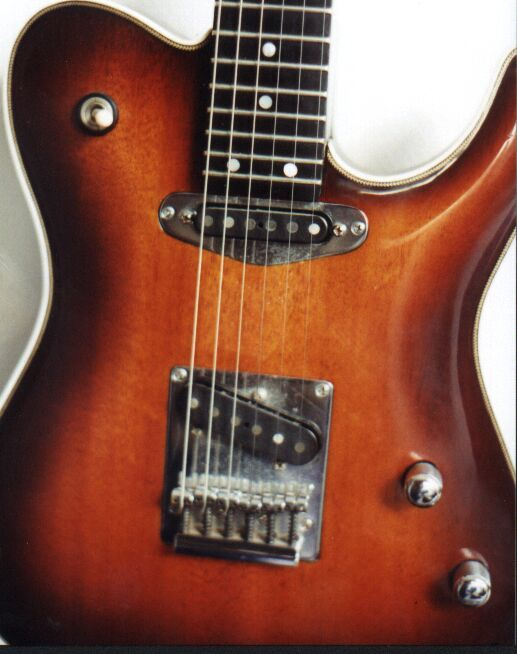
Telecaster der Firma Valley Arts

Während einige Hersteller sich darauf spezialisiert haben, auf der Basis der Telecaster unter wechselnden Namen günstige Einsteigerinstrumente herzustellen, gehen andere den Weg des so genannten „Customizing“. Dabei steht meist eine Veredelung der ursprünglichen Konstruktion im Vordergrund, um das Großserien-Image des Instruments abzustreifen. Folglich wird bei diesen Instrumenten großer Wert auf Details wie hochwertige Holzauswahl, aufwändige Elektronik, geleimte Hälse und eine edle Optik gelegt. Bekannte Hersteller dieser Instrumente sind u. a. Sadowsky und Valley Arts. Ein prominentes Beispiel eines Telecaster-Nachbaus aus den 70er Jahren ist die von Prince verwendete Hohner/Anderson Mad Cat. Allen Nachbauten ist gemeinsam, dass sie leichte Veränderungen im Design aufweisen (z. B. größere Kopfplatte, leicht geänderte Korpusform). Damit soll vermieden werden, sich Plagiatsvorwürfen von Fenders Anwälten stellen zu müssen.

## Die Telecaster in der Musik

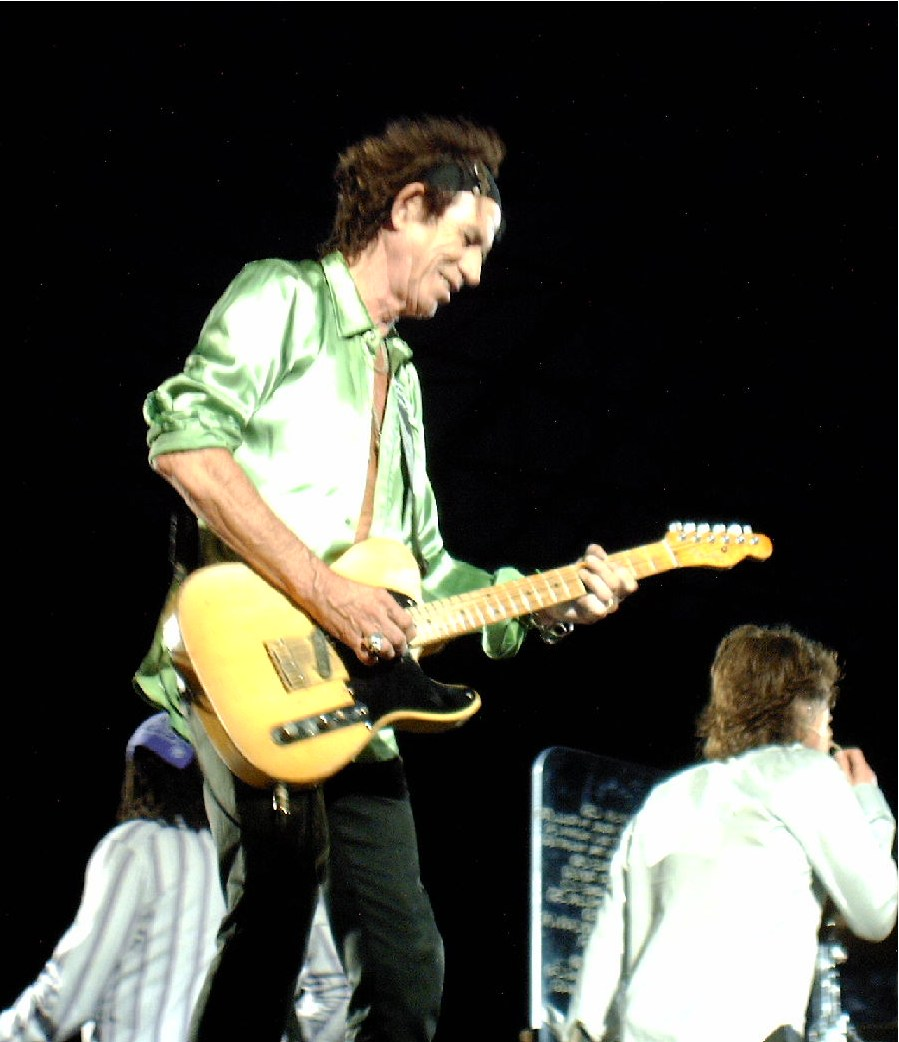
Keith Richards (The Rolling Stones) mit Fender Telecaster, 2006

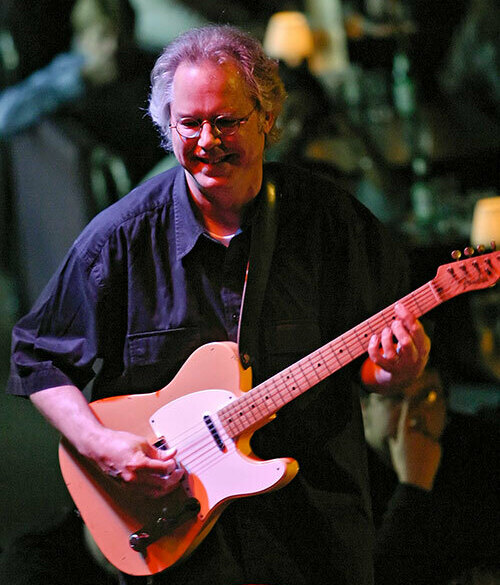
Jazzgitarrist Bill Frisell mit Fender Telecaster, 2007

Von Beginn der Produktion in den 1950er-Jahren an ist die Telecaster vor allem bei Countrymusikern sehr beliebt. Zum einen machte die Telecaster als eine der ersten vollwertigen E-Gitarren überhaupt elektrische Verstärkung auch in hohen Lautstärken möglich. Zum anderen können geschickte Musiker durch den hellen, höhenreichen Klang der Gitarre auch Lapsteels imitieren oder schnelle, banjoartige Melodien spielen. Pioniere dieser neuen Spieltechnik waren Countrygitarristen wie Jimmy Bryant. Letzterer wurde von Leo Fender scherzhaft „unser Versuchskaninchen“ genannt, da er häufig Prototypen der Telecaster und Stratocaster erhielt und durch seine Anregungen entscheidend zur Entwicklung der Gitarren beigetragen hat. Beispiele des schnellen, an das Banjo angelehnten Spielstils finden sich bei Musikern wie Danny Gatton, Merle Haggard, Albert Lee oder James Burton. Luther Perkins, Gitarrist von Johnny Cash und Mitbegründer der Tennessee Three, prägte den Rockabilly durch seinen typischen „Boom-Chicka-Boom“-Telecaster-Sound. Selbst in der dance-orientierten Hitsingle Livin La Vida Loca von Ricky Martin ist eine Telecaster zu hören, die dem Song ein „country-eskes“ Klangbild gibt.
Im Blues wird die Telecaster von Musikern wie Muddy Waters oder dem „Master of the Telecaster“, Albert Collins, gespielt, obwohl sie hier neben den Instrumenten von Gibson eine eher untergeordnete Rolle spielt. Der Bluesrocker Roy Buchanan erhielt wegen seines stark vom Klang der Telecaster geprägten Spielstils ebenfalls, wie Collins, den Spitznamen „Master of the Telecaster“. Im Jazz wird die Telecaster unter anderem von Mike Stern und Bill Frisell eingesetzt. Die Gitarristen Frank Diez, Karl Ratzer, Tom Principato und Dieter Übler widmeten dem Instrument unter dem Titel Telecats I eine komplette CD-Produktion.
Da sich der höhenreiche, scharfe Ton der Telecaster gut für verzerrte Klänge eignet, wurde die Telecaster seit den 1960ern auch bei Rockmusikern beliebt. Keith Richards und Ron Wood von den Rolling Stones, Bob Dylan, Steve Cropper von Booker T. & the M.G.’s, Francis Rossi und Rick Parfitt von Status Quo bis hin zu Richie Sambora, Bruce Springsteen, John Frusciante, Sheryl Crow oder Avril Lavigne setzten die Telecaster in diesem Kontext ein.
Obwohl Jimmy Page großer Fan der wärmer und druckvoller klingenden Gibson Les Paul ist, setzte er anfangs bei Led Zeppelin eine Telecaster ein: Der höhenreiche Ton der Telecaster ließ sich im Tonstudio einfacher aufnehmen und abmischen. So wurde etwa das Gitarrensolo des Songs Stairway to Heaven mit einer Telecaster eingespielt, wie auch viele Stücke des ersten Albums von Led Zeppelin. Aus ähnlichen Gründen benutzten Syd Barrett und David Gilmour häufig Telecasters bei Aufnahmen und Konzerten von Pink Floyd: Der höhenreiche Ton setzte sich im Klangbild der Band trotz Synthesizern und schweren Effekten gegen die anderen Instrumente durch. Der höhenreiche Klang der Telecaster ist unter anderem in dem frühen Stück Astronomy Domine zu hören. In dem Blues-Spielfilm Crossroads – Pakt mit dem Teufel von 1986 spielt der Hauptdarsteller Ralph Macchio eine beigefarbene Telecaster als zentraler Gegenstand der Handlung.
Auch im Britpop hat die Telecaster ihren festen Platz, so spielt beispielsweise Jonny Buckland, Gitarrist von Coldplay, auf für ihn speziell angefertigten „Thinline Telecasters“.
Vereinzelt taucht die Telecaster auch in Stilen wie Punk und Heavy Metal auf. El Hefe von NOFX spielt ebenso Telecasters wie John 5. Auch Joe Strummer von The Clash benutzte dieses Instrument. Peter Koppes von der australischen Band The Church verwendet den höhenreichen, schneidenden Klang der Telecaster, um in Verbindung mit einem Leslie und zahlreichen Effekten eine „Wall of Sound“ zu erreichen. Eine mit einem siebensaitigen Satz bestückte Telecaster, bauartbedingt jedoch ohne hohe E-Saite (also vom tiefen H bis zum hohen h), nutzt Pro-Pain-Gitarrist Eric Klinger, um den genretypisch „fetten“ Hardcore-Sound zu spielen.
James Root, Gitarrist bei Slipknot und Stone Sour, entwickelte im Jahr 2007 in Zusammenarbeit mit der Firma Fender seine „Telecaster Signature Jim Root“. Die für Fender untypische Verwendung von Mahagoni als Korpusholz bewirkt in Kombination mit EMG-Tonabnehmern, dass die Gitarre einen druckvolleren, fetteren Klang bekommt. Die beiden Gitarristen, Russel Lissack und Kele Okereke, der Post-Punk-/Indie-Band Bloc Party setzen ebenfalls auf den scharfen Sound der Telecaster, der den Stil ihrer Musik unterstreicht. In so gut wie allen Stücken wird hier auf eine Vielzahl an Effekten gesetzt, die übereinander gelagert werden. Im Zusammenspiel mit der Telecaster ergibt sich hier ein ganz eigener Sound. Auch der Sound anderer Indie-Bands ist durch den Sound der Telecaster stark beeinflusst.